# Sojoez MS-05
Sojoez MS-05 (Russisch: Союз МС-05) is een ruimtevlucht naar het Internationaal ruimtestation ISS. Het was de 134ste vlucht van een  Sojoez-capsule en de vijfde van het nieuwe Sojoez MS-type. De lancering vond plaats op 28 juli 2017. Tijdens deze vlucht werden drie bemanningsleden naar het Internationaal ruimtestation ISS vervoerd worden voor ISS-Expeditie 52.

## Bemanning
| Positie           | Ruimtevaarder                          |
| ----------------- | -------------------------------------- |
| Commandant        | Sergej Rjazanski, RSA 2e ruimtevlucht  |
| Flight Engineer 1 | Randolph Bresnik, NASA 2e ruimtevlucht |
| Flight Engineer 2 | Paolo Nespoli, ESA 3e ruimtevlucht     |

### Reservebemanning
| Positie           | Ruimtevaarder            |
| ----------------- | ------------------------ |
| Commandant        | Aleksandr Misoerkin, RSA |
| Flight Engineer 1 | Mark Vande Hei, NASA     |
| Flight Engineer 2 | Norishige Kanai, JAXA    |